# Апинайе (язык)
Апинайе́ (Apinagé, Apinajé, Apinayé) — язык северной ветви семьи же, распространённый в Бразилии в шести деревнях в штатах Мараньян и Токантинс, поблизости от Тонкантинополиса. На нём говорит народ апинаже, один из индейских народов же.

## Генеалогическая и ареальная информация
Язык апинайе наряду с группой восточных тимбира и языками каяпо и суя входит в подветвь ядерных северных же. Эта подветвь вместе с языком панара составляет северную (северо-западную) ветвь семьи же.

## Социолингвистическая характеристика
На 2012 год число носителей языка составляет 1500 человек. Уровень грамотности носителей составляет 5—10 %, тогда как уровень их грамотности в португальском равен 15—20 %. Большинство мужчин, владеющих апинайе, говорит также на португальском, все женщины понимают португальский, даже если не говорят на нём. Статус языка по шкале EGIDS — 5 (развивающийся). О наличии диалектов или о попытках возродить или сохранить язык неизвестно.

## Фонология
В фонологической системе апинайе 17 согласных и 17 гласных фонем:

### Согласные
|             | Губно-губные | Губно-зубные | Альвеолярные | Палатальные | Велярные | Глотальные |
| ----------- | ------------ | ------------ | ------------ | ----------- | -------- | ---------- |
| Смычные     | p            |              | t            |             | k        | ʔ          |
| Смычные     | mb           |              | nd           |             |          |            |
| Аффрикаты   |              |              |              | tʃ          |          |            |
| Аффрикаты   |              |              | ɲdʒ          |             |          |            |
| Фрикативные |              | f            | s            |             |          |            |
| Носовые     | m            |              | n            | ɲ           | ŋ        |            |
| Одноударные |              |              | ɾ            |             |          |            |
| Плавные     |              |              |              | j           | w        |            |

[Cunha de Oliveira 2005: 38]

### Гласные
|                       | Передний ряд | Передний ряд | Средний ряд / Задний ряд | Средний ряд / Задний ряд | Средний ряд / Задний ряд | Средний ряд / Задний ряд |
| Неогубленные          | Неогубленные | Неогубленные | Неогубленные             | Огубленные               | Огубленные               |                          |
| Ротовые               | Носовые      | Ротовые      | Носовые                  | Ротовые.                 | Носовые                  |                          |
| --------------------- | ------------ | ------------ | ------------------------ | ------------------------ | ------------------------ | ------------------------ |
| Верхний подъём        | i            | ĩ            | ɨ                        | ɨ̃                        | u                        | ũ                        |
| Средне-верхний подъём | e            | ẽ            | ɘ                        |                          | o                        | õ                        |
| Средний подъём        |              |              | ə                        | ə̃                        |                          |                          |
| Средне-нижний подъём  | ɛ            |              | ʌ                        |                          | ɔ                        |                          |
| Нижний подъём         |              |              | a                        |                          |                          |                          |

[Cunha de Oliveira 2005: 60]

## Типологическая характеристика

### Степень свободы выражения грамматических значений
Язык апинайе демонстрирует некоторую степень аналитизма; грамматические значения могут выражаться в нём отдельными словами. Например:
| na                | pa | 'prə̃ | jə̃    | at'pə̃    |
| RLS               | 1  | PST  | вчера | напиться |
| «Я вчера напился» |    |      |       |          |

[Cunha de Oliveira 2005: 87]

### Характер границы между морфемами
Апинайе представляет собой агглютинативный язык с элементами кумуляции.
| ic-katɔr=čə            |
| 1-выйти.из.NF=NMLZ.LOC |
| «моя мать»             |

[Cunha de Oliveira 2005: 112]
| a-ɲ-ipeč=čə             |
| 2-RP-создать-NMLZ.INSTR |
| «твой отец»             |

[Cunha de Oliveira 2005: 112]
| kawə=ɲ-ipeč=čwəɲ                         |
| корзина=RP-создать=NMLZ.AG               |
| «человек, занимающийся плетением корзин» |

[Cunha de Oliveira 2005: 112]

### Базовый порядок слов
Базовый порядок слов в апинайе — SOV [Callow 1962: 94-109]. Прилагательное располагается после определяемого имени, генитивное зависимое присоединяется к имени препозитивно [Callow 1962: 128-129].
| na              | pa | amɲĩ | kuk  | kuʔõ |
| RLS             | 1  | RFLX | лицо | мыть |
| «Я умываю лицо» |    |      |      |      |

[Cunha de Oliveira 2005: 247]

### Локус маркирования в посессивной именной группе и предикации

#### Посессивная именная группа
Структура посессивной именной группы зависит от того, к какому подклассу относится вершина — к объектам отчуждаемой или неотчуждаемой принадлежности. В случае, если вершина неотчуждаема, используется вершинное маркирование и порядок слов обладатель-обладаемое. Если обладатель выражен местоимением, то на вершине маркируется посессивность и лицо обладателя.
| kuweɲ=rɛ       | j-ae      |
| птица=DIM      | RP-гнездо |
| «гнездо птицы» |           |

[Cunha de Oliveira 2005: 199]
В случае, если вершина отчуждаема, зависимое объединяется с послелогом õ (который берёт относительный префикс ɲ) в послеложную группу, которая зависит от вершины.
| ĩfermer=ti            | ɲ-õ    | kuwɨ  |
| медсестра=AUG         | RP-GEN | огонь |
| «зажигалка медсестры» |        |       |

[Cunha de Oliveira 2005: 200]
Таким образом, в посессивной именной группе в апинайе возможно и вершинное, и зависимостное (генитивное) маркирование в зависимости от подкласса, к которому относится посессор [Cunha de Oliveira 2005: 201].

#### Предикация
В языке апинайе глаголы подразделяются на три класса: переходные, описательные и непереходные. К переходным глаголам относятся двух- и трёхвалентные, к описательным — моновалентные глаголы состояния, к непереходным — моновалентные глаголы действия. Находясь в главной клаузе, переходные глаголы согласуются по лицу с объектом, описательные — с субъектом, а непереходные не согласуются ни с чем. Однако, будучи в зависимой клаузе, непереходные глаголы, так же как и описательные, согласуются с субъектом. Соответственно, в предикации наблюдается вершинное или нулевое маркирование. См. примеры из раздела «Тип ролевой кодировки».

### Тип ролевой кодировки
В простых главных клаузах используется активно-стативная кодировка, тогда как в нефинитных и зависимых клаузах присутствует абсолютивно-эргативная кодировка [Cunha de Oliveira 2005: 254-255].
| pĩ    | «убить (финитная форма)»      | pĩ-r   | убить.NF      |
| ic-pĩ | «убить (финитная форма) меня» | ic-pĩr | убить.NF меня |
| a-pĩ  | «убить (финитная форма) тебя» | a-pĩr  | убить.NF тебя |
| ku-pĩ | «убить (финитная форма) это»  |        |               |

| akrɨ     | «мёрзнуть»    | akrɨ     | мёрзнуть.NF    |
| i-j-akrɨ | «я мёрзну»    | i-j-akrɨ | я мёрзнуть.NF  |
| a-j-akrɨ | «ты мёрзнешь» | a-j-akrɨ | ты мёрзнуть.NF |

| ča     | «стоять (финитная форма)» | əm      | стоять.NF    |
| *ic-ča |                           | ic-č-əm | я стоять.NF  |
| *a-ča  |                           | a-č-əm  | ты стоять.NF |
| *ku-ča |                           |         |              |

[Cunha de Oliveira 2005: 256]

## Яркие характеристики
Апинайе использует чередование гласных для создания слов со схожей семантикой, но разных частей речи. Так, гласный в корне меняет один признак: подъём (а) или назальность (б).
а) go (вода) — gɔ (быть мокрым)
б) kago (сок) — kagõ (выжать сок из X)
Семантика подсказывает, что в таких преобразованиях именные корни исходны, а глагольные — производны [Cunha de Oliveira 2005: 94].

## Список сокращений
1 — первое лицо;
ALL — аллатив;
AUG — аугментатив;
DAT — дательный падеж;
DIM — диминутив;
GEN — родительный падеж;
NF — нефинитная форма;
NMLZ.AG — номинализатор.агент;
NMLZ.INSTR — номинализатор.инструмент;
NMLZ.LOC — номинализатор.локатив;
PST — прошедшее время;
RFLX — рефлексив;
RLS — реалис;
RP — относительный префикс.